# Rio Taió
Rio Taió är ett vattendrag i Brasilien.   Det ligger i delstaten Santa Catarina, i den södra delen av landet, 1 300 km söder om huvudstaden Brasília.
I omgivningarna runt Rio Taió växer huvudsakligen savannskog. Runt Rio Taió är det ganska glesbefolkat, med 35 invånare per kvadratkilometer.